# 威龍猛探
《威龙猛探》（英語：The Protector），1985年7月11日英属香港上映的动作片。

## 剧情
该片讲述美国纽约市警察局警探在香港與毒枭之间發生的故事。

## 演员
| 演员        | 角色      | 备注 |
| 成龙        | 王比利    | 刑警 |
| 丹尼·艾利洛 | 丹尼·工尼 |      |
| 李賽鳳      | 林小姐    |      |
| 乔宏        | 哈罗德·柯 |      |
| 楊群        | 李欣      |      |
| 黄西        | 陈警长    |      |

## 幕后
由於成龍與導演之間對於內容與打鬥方面有理解上的差池，成龍覺得部分細節處理過分草率，且有過多的裸露鏡頭，雖然在拍攝過程中成龍有試圖溝通，但導演還是拒絕修改。後來在香港版上映前，成龍重新補拍部分內容，增加葉蒨文的情節並重新剪輯，刪除他覺得不理想的部分，以至於國際版與香港版有顯著的版本差異。而日本在上映美國版後，也重新發行了香港版。
1985年，该片举行了混合招待会。
美国影评人詹姆斯在接受记者采访时说，“美国观众心中已经有了一个永不褪色的成龙形象，这是此片获得成功的重要原因。”